# Yelizaveta Shtéinberg
Elisabeth Ivanovna Steinberg ( 1884 - 1963 ) fue una botánica rusa, que realizó estudios de identificación y clasificación de nuevas especies en las familias Ranunculaceae, Asteraceae, y Onagraceae.
- La abreviatura «Steinb.» se emplea para indicar a Yelizaveta Shtéinberg como autoridad en la descripción y clasificación científica de los vegetales.[1]